# إيرين ألفونسو
إيرين ألفونسو (بالإسبانية: Irene Alfonso)‏ هي عدائة المسافات المتوسطة إسبانية، ولدت في 6 فبراير 1981.

## وصلات خارجية
- إيرين ألفونسو على موقع الاتحاد الدولي لألعاب القوى (الإنجليزية)